# Oegoconia quadripuncta
Oegoconia quadripuncta is een vlinder uit de familie dominomotten (Autostichidae). De wetenschappelijke naam is voor het eerst geldig gepubliceerd in 1828 door Haworth.
Deze vlinder komt voor in Europa.